# Lucas Rios Marques
Lucas Rios Marques, noto semplicemente come Lucas (Passos, 26 marzo 1988), è un ex calciatore brasiliano, di ruolo difensore.